# Ulrich Felgner
Ulrich Felgner (* 17. November 1941 in Leoben) ist ein deutscher Mathematiker und Hochschullehrer an der Eberhard Karls Universität Tübingen.

## Leben und Wirken
Ulrich Felgner studierten nach seiner 1962 erfolgten Reifeprüfung in Weilburg/Lahn von 1962 bis 1964 Mathematik und Physik an der Justus-Liebig-Universität Gießen, gefolgt von einem einjährigen Studienaufenthalt in Frankreich an der Universität der Franche-Comté in Besançon. Anschließend setzte er sein Studium an der Universität Frankfurt/M. fort, wo er 1967 die Prüfung zum Diplom-Mathematiker absolvierte. Es folgte eine Tätigkeit als wissenschaftlicher Assistent am Mathematischen Institut der Eberhard Karls Universität Tübingen, wo er 1968 bei Helmut R. Salzmann und Walter Felscher mit einer Arbeit über die Mengenlehre promoviert wurde. Im Jahre 1973 habilitierte er sich für das Fach Mathematik an der Universität Heidelberg und lehrte dort bis 1977, seit 1975 als außerplanmäßiger Professor. 1977 wechselte er an die Eberhard Karls Universität Tübingen und wirkte hier als Akademischer Rat bzw. Professor bis zum Eintritt in den Ruhestand 2007.
Seine Schwerpunkte in Lehre und Forschung sind die Gebiete der Algebra, Mengenlehre, und Mathematischen Logik; außerdem beschäftigt er sich mit den Grundlagen, der Geschichte und Philosophie der Mathematik.

## Schriften (Auswahl)
- Beweistheoretische Untersuchungen zur Mengenlehre. Dissertation Universität Tübingen 1968.
- Models of ZF-set theory (= Lecture Notes in Mathematics. Bd. 223). Springer, Berlin u. a. 1971, ISBN 0-387-05591-6.
- ℵ0 stable groups. In: Mathematische Zeitschrift. Bd. 160 (1978), S. 27–49.
- (Hrsg.): Mengenlehre. Wissenschaftliche Buchgesellschaft, Darmstadt 1979, ISBN 3-534-06711-8 (unveränd. Teilauflage u.d.T.: Mengenlehre. Wege mathematischer Grundlagenforschung, 1985, ISBN 3-534-02451-6).
- Über den Ursprung des Wurzelzeichens. In: Mathematische Semesterberichte. Bd. 52 (2005), S. 1–7.
- Über das Ordnungstheorem. In: Mathematical logic quarterly. Bd. 17 (2006), S. 257–272.
- (Mithrsg.): Felix Hausdorff / Gesammelte Werke. Bd. 3: Mengenlehre (1927, 1935), deskriptive Mengenlehre und Topologie. Springer, Berlin 2008, ISBN 978-3-540-76806-7.
- Das Induktions-Prinzip. In: Jahresbericht der Deutschen Mathematiker-Vereinigung. Bd. 114 (2012), S. 23–45.
- (Mithrsg.): Felix Hausdorff / Gesammelte Werke. Bd. 1,A: Allgemeine Mengenlehre. Springer, Berlin 2013, ISBN 978-3-642-25598-4.
- Anmerkungen zum Begriff des fiktiven Gegenstandes in der Mathematik. In: Matthias Neuber (Hrsg.): Fiktion und Fiktionalismus. Beiträge zu Hans Vaihingers "Philosophie des Als Ob" (= Studien und Materialien zum Neukantianismus. Bd. 33). Königshausen & Neumann, Würzburg 2014, ISBN 978-3-8260-5440-2, S. 129–140.
- Hilberts "Grundlagen der Geometrie" und ihre Stellung in der Geschichte der Grundlagendiskussion. In: Jahresbericht der Deutschen Mathematiker-Vereinigung. Bd. 115 (2014), S. 185–206.
- Der Begriff der "Angleichung" (παρισότης, adaequatio) bei Diophant und Fermat. In: Sudhoffs Archiv. Bd. 100 (2016), S. 83–109.
- Die Begriffe der Äquivalenz, der Gleichheit und der Identität. In: Jahresbericht der Deutschen Mathematiker-Vereinigung. Bd. 122 (2020), S. 109–129.
- Philosophie der Mathematik in der Antike und in der Neuzeit. Birkhäuser, Cham 2020, ISBN 978-3-030-35933-1 (engl. Übersetzung erschien 2023).

Festschrift
- Benedikt Löwe (Hrsg.): Algebra, logic, set theory. Festschrift für Ulrich Felgner zum 65. Geburtstag (= Studies in logic. Bd. 4). King’s College Publ., London 2007, ISBN 978-1-904987-28-4.